# Ling-Temco-Vought
Pour les articles homonymes, voir Ling, Vought et LTV.

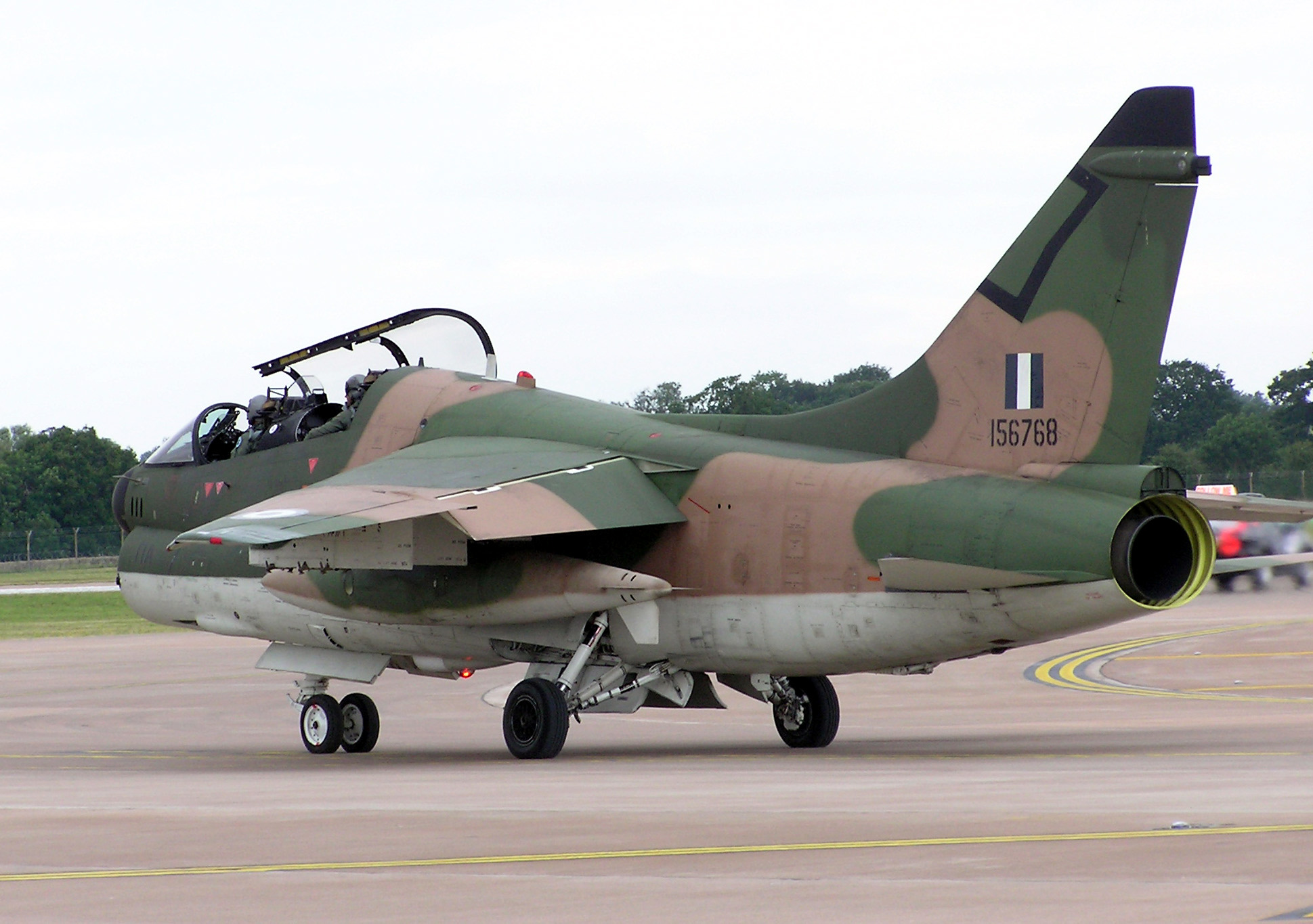
Le A-7 Corsair II produit par Ling-Temco-Vought. Celui-ci a largement équipé l'USAF et l’US Navy et était utilisé jusqu'en 2014 par la Grèce.

Ling-Temco-Vought (LTV) est un ancien conglomérat américain qui exista sous divers noms de 1947 à 2000, spécialisé dans la construction aéronautique (Vought), l'électronique (LTV Electrosystem), la manufacture d'acier (LTV Steel), les équipements sportifs, la location de voiture et les médicaments.

## Histoire

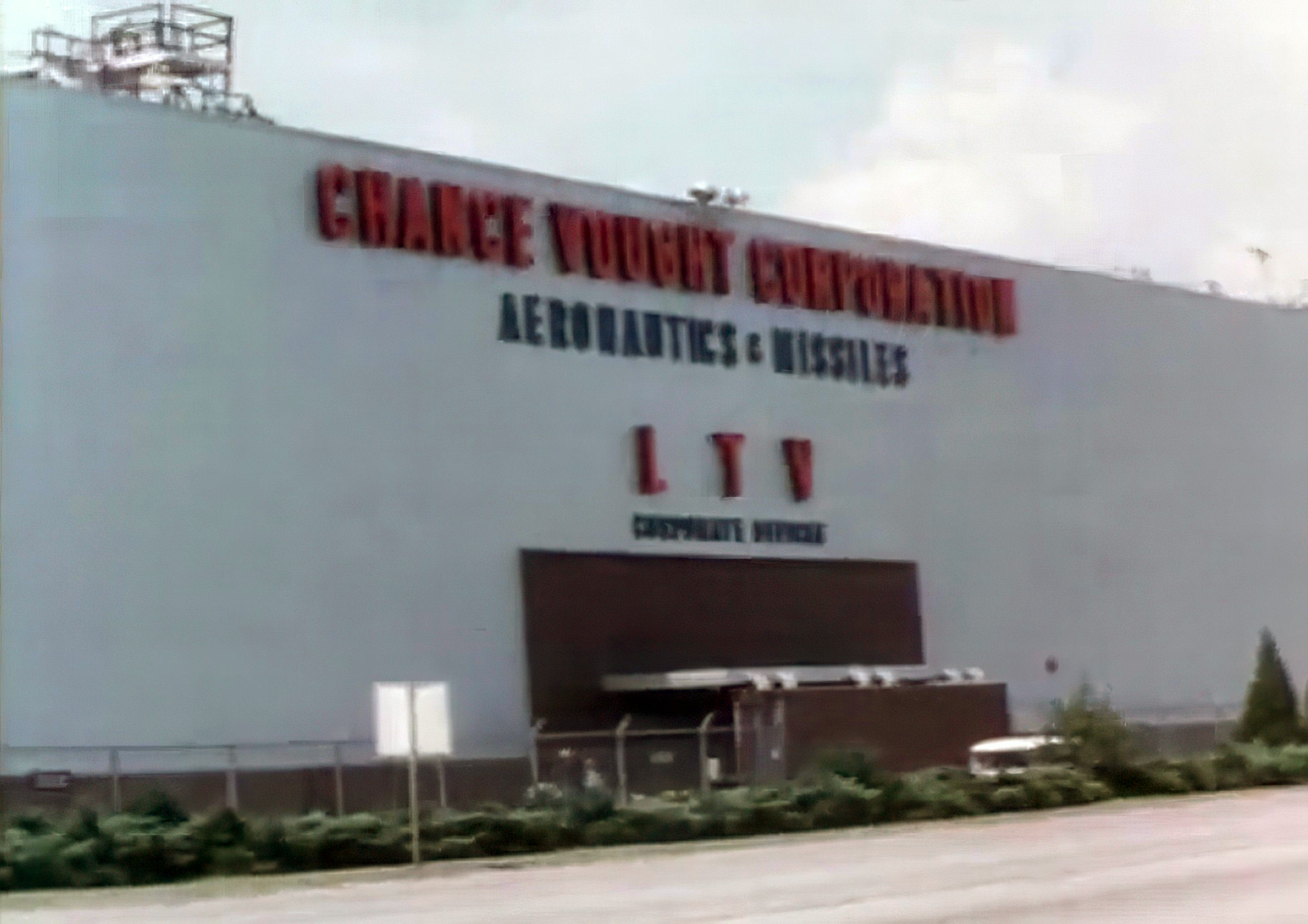
Bâtiment de LTV dans les années 1960.

Le groupe trouve ses racines dans la Ling Electric Company fondée à Dallas en 1947 par James L. Ling. La société devient publique en 1959 et rachète L.M. Electronics (1956) et Altec Electronics (1959), fusionne avec Temco Aircraft (missile et aérospatial) en 1960, puis acquiert Chance Vought en 1961 pour devenir le conglomérat Ling-Temco-Vought, qui atteint un chiffre d'affaires consolidé de $2,7 milliards. 
Entre 1961 et 1969, Ling-Temco-Vought effectue trente-trois acquisitions. Ling crée également les filiales LTV Aerospace, LTV Ling Altec, et LTV Electrosystems. À partir de ces actifs, il diversifie ses investissements la métallurgie (Okonite), les articles de sport, le conditionnement alimentaire et les produits pharmaceutiques (Wilson and Company). Il rachète également Greatamerica (Braniff Airways, National Car Rental) et des complexes hôteliers au Mexique. En 1968, il fait l'acquisition de 50 % de Jones and Laughlin Steel Company (en) (J&L Steel), évaluée à plus d'un milliard de dollars, constituant l'une des plus grosses opérations de fusion-acquisition de l'époque (transaction complétée en 1974). Toutes ces acquisitions attirent l'attention des autorités de contrôle des marchés aux États-Unis qui démarrent des procédures anti-trust. Ling se voit contraint de quitter la direction de son groupe en 1970. 
Pour régulariser sa situation, le groupe cède Braniff Airways et Okonite, change officiellement son nom en LTV en 1971, et focalise ses actifs sur la défense, les métaux et l'énergie,. 
LTV traversa les deux chocs pétroliers, de 1973-1974 et de 1979-1982, en opérant la fermetures de nombreux sites américains.
En 1977, LTV fusionne avec Lykes Corporation et Youngstown Sheet and Tube. En 1981, son chiffre d'affaires s'établit à $7 milliards. Le groupe cède Wilson and Company et acquiert Republic Steel, mais se déclare finalement en faillite, croulant sous le poids des retraites de ses employés. Après sa restructuration, le groupe se rapproche du Japonais Sumitomo Metal Industries et déménage son siège à Cleveland.
LTV acquit Fushi Copperweld détenu par la société française Imerys en 1999.
Le 29 décembre 2000, le conglomérat est dissout en raison d'une faillite. Ses restes sont alors acquis par ISG Weirton Steel et fusionnés afin de former International Steel Group.
En 2010, Vought, passé chez Northrop Grumman, est acquis par Triumph Group.

## Présidence
- 1947-1970 : James L. Ling[1]
- 1970-1975 : Paul Thayer[1]
- 1975-... : Raymond Hay[1]

### Filmographie
- A View from the Tower - A Management View of Ling-Temco-Vought, 1965